# دزد عروسکها
دزد عروسک‌ها فیلمی ایرانی به نویسندگی کارگردانی محمدرضا هنرمند است که در سال ۱۳۶۸ منتشر شد. اکبر عبدی، آزیتا حاجیان و مهراوه شریفی‌نیا از بازیگران فیلم هستند.

## خلاصهٔ داستان
مادر لیلا و بهرام قرار است با گرفتن وام مسکن و خریداری یک خانه بچه‌هایش را از دردسرهای صاحب خانه‌شان، خورخور، نجات دهد. اما عجوزه که بیرون از شهر زندگی می‌کند و نمی‌خواهد آن‌ها روی آرامش به خود ببینند و لیلا و بهرام از شهر بیرون می‌زنند و به دست عجوزهٔ پیر و گنجو می‌افتند ولی آن‌ها با امید و همت توانستند گنجو و عجوزه را به دام می‌اندازند.

## بازخورد
این فیلم در زمان اکران به دلیل ژانر ترسناک آن مورد انتقاد برخی از اهالی سینما به جهت مناسب نبودن برای گروه سنی کودک و نوجوانان قرار گرفت.
این فیلم به دلیل چهره‌پردازی خوب آزیتا حاجیان در نقش عجوزه در بخش گریم مورد تقدیر قرار گرفت.

## بازیگران
| بازیگر           | نقش           |
| ---------------- | ------------- |
| اکبر عبدی        | گنجو          |
| آزیتا حاجیان     | عجوزه پیر     |
| آزیتا حاجیان     | مادر بچه‌ها    |
| مهراوه شریفی نیا | لیلا          |
| شروین نجفیان     | بهرام         |
| مرتضی ضرابی      | کارآگاه       |
| ابراهیم‌آبادی     | خورخور        |
| رسول نجفیان      | رئیس پلیس     |
| فرهنگ مهرپرور    | میوه فروش     |
| منوچهر آذری      | پلیس راهنمایی |
| فرهنگ حسینی      | معاون پلیس    |
| علی اکبر فخار    | تحویلدار بانک |